# Sint-Rafaëlkerk (Utrecht)
De Sint-Rafaëlkerk is een kerkgebouw van de Rooms-Katholieke Kerk in de wijk Overvecht in de Nederlandse stad Utrecht. De kerk staat op de hoek van de Lichtenberchdreef met de Neckardreef en aan de rand van het Park de Watertoren.
De kerk is gewijd aan de aartsengel Rafaël en is in gebruik bij de Ludgerusparochie. Tot 2004 heette ze de Heilige Geestkerk.

## Heilige Geestkerk
Met de bouw van de wijk Overvecht in de jaren zestig, kwam er behoefte aan een kerkgebouw voor deze wijk. In 1965 werd de Heilige Geestparochie opgericht. Johannes Dresmé uit Driebergen werd aangesteld als architect. Op 26 december 1966 werd de eerste steen gelegd aan de Lichtenberchdreef en op 30 juli 1967 werd de kerk ingewijd door kardinaal Alfrink.

## Sint-Rafaëlkerk
Door teruglopend kerkbezoek werd in 2004 besloten om alle parochies in Overvecht te fuseren. Samen met de parochies van de Blijde Boodschapkerk en de Emmauskerk fuseerde de Heilige Geestkerk tot de Sint-Rafaëlparochie. De Blijde Boodschap en de Emmaus werden gesloten en de Heilige Geestkerk heette voortaan Sint-Rafaëlkerk. Sinds 2010 is het de hoofdkerk van de Sint-Ludgerusparochie.
Reeds sinds de jaren tachtig of negentig zijn er ook vieringen in de Poolse taal. Deze vallen onder een eigen parochie (de Poolse parochie in het Aartsbisdom Utrecht, O.L.V. van Czestochowa).

## Interieur
Crucifix
Het crucifix is van de hand van Franz Josef Hülsbeck, gemaakt tijdens de oorlogsjaren. Het is gesneden uit het schaarse materiaal wat hij toen voorhanden had. In plaats van een doornenkroon draagt Christus een keizerskroon.
Wandkleed
Het wandkleed van Anna te Drieën is van de hand van Hildegard Brom-Fischer, echtgenote van de edelsmid Jan Eloy Brom. Ze maakte het kleed in 1964 voor de Huishoudschool Mariëndaal in Zuilen. Na de sluiting van de school werd het aan de kerk geschonken.
Glas-in-lood
Het grote glas-in-loodraam is van de hand van Carel Bruens en is gelijk met de bouw opgeleverd. Het beeldt de Nederdaling van de Heilige Geest uit, waarmee verwezen wordt naar de oorspronkelijke patroon van de kerk, de Heilige Geest. In het raam is een tekst van Karl Rahner verwerkt: Kom, o Geest, in de droefheid van deze wereld.
Kruiswegstaties
De veertien 19e-eeuwse kruiswegstaties zijn afkomstig uit de Monicakerk. Na de sluiting van deze kerk in 1972 gingen de staties naar de Nicolaaskerk waarmee de Monicakerk fuseerde. Omdat ze daar niet gebruikt werden, kwamen ze uiteindelijk in de Heilige Geestkerk terecht.
Dagkapel
Bij de fusie van de drie kerken in Overvecht werd in de kerkzaal een ruimte afgeschot om als dagkapel te gebruiken. Het interieur van de voormalige Goede Boodschapkerk is gebruikt om deze dagkapel in te richten.

### Orgel
Het orgel is in 1856 gebouwd voor het Jezuïetenklooster in Culemborg door de familie Loret. In 1915 werd het verbouwd door Maarschalkerweerd & Zonen. Onder leiding van Elbertse (leerling en opvolger van Michaël Maarschalkerweerd) verhuisde het orgel nog een aantal keer, totdat het in 1974 in de Heilige Geestkerk terechtkwam. In 1984 en 2006 is het orgel door dezelfde firma gerestaureerd.
Historische kerkgebouwen:
Sint-Augustinuskerk · Buurkerk · Sint-Catharinakathedraal · Domkerk · Doopsgezinde kerk · Geertekerk · Jacobikerk · Jacobuskerk · Janskerk · Kerkenkruis · Lutherse Kerk · Mariakerk · Maria Minor · Nicolaïkerk · Pieterskerk · Sint-Gertrudiskathedraal · Sint-Martinuskerk · Sint-Salvatorkerk · Sint-Willibrordkerk · Westerkerk

Overige kerkgebouwen:
Adventkerk · Bethelkerk · Blijde Boodschapkerk · Gerardus Majellakerk · Heilig Hartkerk · Holy Trinity Church · H. Johannes de Doper en H. Bernarduskerk · Johanneskerk · Mattheüskerk · Nieuwe Kerk · Sint-Aloysiuskerk ·Sint-Antoniuskerk · Sint-Dominicuskerk · Sint-Gertrudiskerk · Sint-Jacobuskerk · Sint-Josephkerk · Sint-Rafaëlkerk · Stefanuskerk · Tuindorpkerk · Wederkomst des Herenkerk · Wilhelminakerk · Willem de Zwijgerkerk

Deels gesloopte kerken:
Oranjekerk

Gesloopte kerken:
Christus Koningkerk · Begijnekerk · Heilig Kruiskapel · Johannes de Doperkerk  · Julianakerk · Lucaskerk · Onze-Lieve-Vrouw-van-Goede-Raadkerk · 
Onze-Lieve-Vrouw-ten-Hemelopnemingkerk · Oosterkerk · Sint-Bernarduskerk · Sint-Dominicuskerk (Walsteegkerk) · Sint-Ludgeruskerk · Sint-Monicakerk · Sint-Nicolaaskerk · Sint-Pauluskerk · Sint-Salvatorkerk · Vaartkerk · Zuiderkerk

Voormalige kerken:
Emmaüskerk · Noorderkerk · Leeuwenbergkerk · Sint-Isidoruskerk

Lijst van kerken in Utrecht